# Deir el Zahrani
Deir el Zahrani è un centro abitato e comune (municipalité) del Libano situato nel distretto di Nabatiye, governatorato di Nabatiye.